# Luisana Lopilato
Luisana Loreley Lopilato (Buenos Aires, 18 de mayo de 1987) es una actriz, modelo y  cantante argentina. Comenzó su carrera a los cinco años en publicidades y como modelo infantil. En 1997 inició su carrera como actriz haciendo aparición en la telenovela Chiquititas, posteriormente se integraría en el elenco principal. En 1998 interpretó a Lorena en la serie Mi familia es un dibujo. En 2002 logró reconocimiento internacional en la serie para adolescentes Rebelde Way interpretando al personaje de Mía Colucci, también formó parte de la banda pop-rock Erreway. En 2004, fue una de las protagonistas de la película Erreway: 4 caminos. En 2005 protagonizó Casados con hijos, interpretando a Paola Argento, papel que le valió una nominación a los Premios Martín Fierro a mejor actriz de reparto. En 2006 interpretó el papel protagónico de Allegra Riganti en la telenovela Alma pirata. En 2007 integró el elenco de la telenovela Atracción x4 en Dream Beach. 
En 2018 interpretó a Manuela "Pipa" Pelari en la película de suspenso policial Perdida. En 2020 repitió su papel para la precuela, La corazonada. En 2022 interpretó nuevamente el papel en la tercera película de la saga, secuela de la primera, Pipa. Ese mismo año, protagonizó la película Matrimillas. En 2025 protagonizó el papel de Denise en la película Mensaje en una botella.

## Biografía

### 1987-1997: Primeros años de vida e inicios como modelo infantil
Luisana nació en la ciudad de Buenos Aires. Es la hija menor de Eduardo Lopilato y Beatriz de la Torre. Sus hermanos mayores son la actriz y licenciada en nutrición Daniela Lopilato y el actor Darío Lopilato. Tiene ascendencia italiana y española. Su bisabuelo era inmigrante de Muro Lucano, provincia de Potenza. Creció en una familia cristiana evangélica y ha declarado ser una cristiana devota.
Desde muy pequeña, mostró interés por el mundo del espectáculo y comenzó su carrera en el modelaje y la publicidad antes de convertirse en actriz. Desde temprana edad, Luisana fue seleccionada para participar en diversas campañas publicitarias. Su rostro apareció en anuncios de marcas reconocidas en Argentina, destacándose en comerciales de productos infantiles y alimenticios. Algunos de los más recordados incluyen: publicidad de caramelos sugus, comerciales de juguetes, ropa infantil, anuncios para empresas de alimentos y productos de consumo masivo. Estos comerciales la ayudaron a ganar visibilidad en la industria del entretenimiento antes de su gran salto como actriz.
A los seis años consiguió su primer papel comercial. El encuentro tuvo lugar cuando paseaba con su madre. Un director de casting se fijó en ella y le ofreció hacer una prueba para un anuncio. A pesar del comienzo de su carrera como actriz, Luisana siguió asistiendo a la escuela secundaria.

## Carrera actoral

### 1998-2001: Comienzos como actriz
En 1998 fue elegida para formar parte del elenco de Mi familia es un dibujo en su tercera temporada, interpretando al personaje de Lorena.
Posteriormente se presentó al casting donde quedó elegida por la productora Cris Morena para formar parte del elenco de la quinta temporada de la telenovela infantil Chiquititas, novela en la que había realizado una pequeña aparición un año antes en 1997 como una de las chicas del barrio que empezaba a aprender coreografía con Belén Fraga (Romina Yan). Su ingreso permanente se dio en 1999 interpretando a Luisana Maza hasta 2001. Su papel en la telenovela fue un trampolín para su carrera.
En 2001, siendo muy pequeña consiguió una participación en la película Un amor en Moisés Ville, donde le dio vida a Hanna, la película que muestra cómo varios grupos de judíos escapan de la Rusia zarista trasladándose hacia diferentes lugares de Argentina. 
Al año siguiente participó junto al elenco en la película Chiquititas: Rincón de Luz, filmada en la ciudad patagónica de Villa La Angostura.

### 2002-2004:Rebelde Way, Erreway y fama internacional
En 2002 Cris Morena creó la telenovela para adolescentes Rebelde Way, eligiendo nuevamente a Luisana, esta vez para el papel de Mía Colucci, una de las protagonistas de la historia. Su personaje era una joven de clase alta, caprichosa y malcriada por su padre pero con buen corazón, que tenía una fuerte personalidad y se destacaba por su pasión por la moda y la música. Luisana, como parte del elenco principal, se consolidó como una de las actrices más queridas y reconocidas de esa época, y fue una de las figuras más mediáticas en Argentina. Apareció en las portadas de revistas más importantes del país como, Gente y Caras, como así también en revistas juveniles, y en programas de televisión constantemente. También fue imagen de varias marcas de ropa juveniles y de moda. Entre las principales marcas con las que estuvo asociada, se destacan 47 Street que en reiteradas ocasiones fue modelo de la marca. Estas marcas aprovecharon la fama de Luisana Lopilato durante el auge de Rebelde Way, convirtiéndola en un referente de moda para la audiencia juvenil en Argentina y otros países de habla hispana.  
La primera temporada de la telenovela se emitió por Canal 9 y la segunda por América 2 y llegó a su fin a finales de 2003. 
También formó parte de la banda pop-rock, Erreway junto a sus compañeros Benjamín Rojas, Felipe Colombo y Camila Bordonaba. El 29 de julio de 2002 se lanzó el álbum debut de la banda, Señales, compuesto por 12 temas, que incluyen los hits de la exitosa serie Rebelde Way. Estos temas están compuestos por Cris Morena y Rocky Nilson. Este álbum llegó a ser quíntuple platino en Argentina por vender más de 200.000 copias. Su primer corte titulado Sweet Baby, llegó a posicionarse en el número 1 de MTV argentina y Los 40 Principales, además de casi todas las emisoras de radio del país.
El nombre de Erreway surge a partir de una transmisión del canal MTV, el primer video musical de la serie y del grupo fue Sweet Baby, que llegó a transmitirse en dicha cadena. Pero al canal le parecía muy largo poner "Rebelde Way" como el artista acreditado, quedando entonces el nombre "R.Way", nombre con el que los dio a conocer como banda.

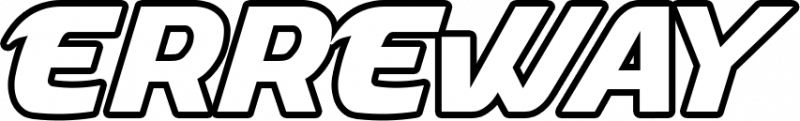
Logo de ErreWay.

Ese año, la banda realizó su primera presentación en el Abasto Shopping de Buenos Aires, junto a los músicos, frente a más de 15.000 personas, presentando su primer disco Señales, recibiendo los galardones de disco de platino y oro por sus ventas de más 80.000 copias a solo 7 días de su lanzamiento, además de posicionarse como el tercer álbum más vendido del año en el país.
El 20 de septiembre Erreway comienza su primera gira en el teatro Gran Rex de Argentina, presentando su primer disco, Señales, con 15 presentaciones dentro del musical Rebelde Way: el show, con todas las entradas vendidas y nuevas funciones añadidas hasta el 17 de noviembre.
Tras el éxito del disco Señales y de los shows en el Gran Rex, Erreway inicia su Tour Señales que terminaría en abril de 2003.
En 2003, lanzan su segundo álbum, Tiempo, cuyos temas compondrían la banda sonora de la segunda temporada de Rebelde Way. El álbum se compone por 12 temas entre ellos Tiempo y Será de Dios que fueron grandes éxitos y una adaptación del tema Vamos al ruedo de Los Abuelos de la Nada. Tras finalizar las grabaciones del disco, el grupo viaja junto al elenco de Rebelde Way a Israel donde dieron 18 shows en el Estadio Nokia Sport Center de Tel Aviv ante más de 12.000 personas, donde presentan su primer disco Señales y el primer sencillo de su segundo disco, titulado Tiempo, y se vendieron  más de 120.000 entradas. 
Ese año, en sus viajes a Israel, la banda y los miembros del elenco causaron furor, donde los aficionados los esperaban en los aeropuertos y afuera de los hoteles llegando incluso a perseguirlos en sus habitaciones, por lo cual tuvieron que cambiar de hotel más de una vez, también en los autobuses donde iban con los uniformes del ficticio Elite Way School, dejando mensajes en español para los actores; así mismo, Erreway dio muchas ruedas de prensa e hizo apariciones en diferentes programas de televisión interpretando sus canciones, con los demás miembros del elenco como coristas y bailarines. El éxito de la banda y de la serie, tanto en Israel  como en Grecia, tomó por sorpresa tanto a los responsables como a los miembros de Erreway, pues notaban que habían roto la barrera del idioma. El 15 de abril de 2003 se lanzó el disco Tiempo con una edición limitada del disco con un diseño especial y la edición sencilla. El álbum se convirtió triple disco de platino en Argentina por vender más de 120.000 copias. El 12 de junio de 2003 Erreway viaja hasta Miami para abrir con su actuación la gala de premios INTE y dando también un show en la ciudad.
En 2004, y tras dos temporadas ininterrumpidas de la serie, Cris Morena decide darle un cierre cinematográfico a la ficción por medio de la película Erreway: 4 caminos, interpretada por los cuatro actores principales, una road movie de aventuras con los mismos componentes con los que contó la serie durante su emisión. La película fue filmada en Buenos Aires y diferentes rutas y pueblos del noroeste argentino. La película fue un éxito en taquilla en Argentina y Latinoamérica.
Erreway publica su disco Memoria, tras el estreno de Erreway: 4 caminos, el 4 de julio de 2004. Ese mismo año el grupo se presenta en el canal CM para una entrevista y dar un pequeño concierto interpretando sus mejores éxitos de los tres discos.
Tras terminar la gira por Argentina y Latinoamérica "Nuestro Tiempo" presentando su último disco Tiempo, Erreway viaja nuevamente a Israel para tocar las canciones de sus disco Señales y Tiempo. Además, durante la gira, presentan el primer sencillo titulado Memoria, de su tercer disco del mismo nombre, que comenzaban a grabar en Argentina. La banda, junto con elenco de la serie, realizó 12 shows en el Estadio Nokia Sport Center, al igual que en el Tour Israel 2003, ante más de 10.000 personas.
Paralelamente, los chicos se embarcan en una nueva gira presentando su nuevo disco, con la que recorren nuevamente Israel, Argentina y Latinoamérica. Con el fin de la gira, cada uno de los integrantes de Erreway comienzan proyectos por separado.

### 2005-2011: Casados con hijos y Nuevos proyectos como actriz
En 2005, se embarca en un nuevo proyecto, Los pensionados, por la pantalla de El Trece. Sin embargo, la ficción fue cancelada a mediados de 2004, tan sólo seis meses después de su estreno, debido a la baja audiencia. Luisana comienza otra tira en reemplazo de la anterior, junto al actor y comediante Dady Brieva: Los secretos de papá. La tira duró hasta febrero de 2005.
En abril de 2005, vuelve a la televisión, en la sitcom Casados con hijos; adaptación de la original estadounidense Married with Children. En esta ocasión coprotagonizó la ficción junto a su hermano Darío Lopilato y los legendarios actores de comedia Guillermo Francella y Florencia Peña, por el canal de aire Telefe. En Casados con hijos, interpreta a Paola Argento; la hija torpe, ignorante y atrevida de la familia Argento, papel que fue nominado a los Premios Martín Fierro a mejor actriz de reparto.

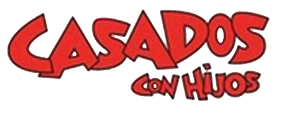
Logo de Casados con hijos.

En 2006, fue convocada para protagonizar la tira Alma Pirata, emitida por Telefe, a las 21 horas, junto con Mariano Martínez, Nicolás Vázquez, Benjamín Rojas, Elsa Pinilla, Fabián Mazzei e Isabel Macedo.
A mediados de su trabajo en esta serie, comienza nuevamente las grabaciones de la segunda temporada de Casados con hijos. La serie continuó emitiéndose a lo largo de los años, consagrándose como un clásico de la televisión argentina.
En 2007, participó en el concurso llamado Odisea, Aventura Argentina conducido por Marley, en el equipo rojo que ganó en la ciudad de El Calafate. Además participó en la obra teatral "Arlequino servidor de dos patrones" en el Teatro de la Ribera y en la telenovela El Capo, interpretando a Ornella, hermana del personaje protagónico de Gianella Neyra.
Ese mismo año, Luisana fue conductora de los premios MTV Latinoamérica. Fue nominada a los Premios Asociación de Cronistas del Espectáculo de Argentina (ACE) a la Mejor Actriz de Reparto por su papel en el escenario en Arlequín y apareció en la comedia televisiva nominada al Premio Martín Fierro El capo.
Además, puso su voz a uno de los personajes principales de la película Plumíferos, la primera película argentina realizada íntegramente con Blender, un software libre (GNU) de animación y edición, estrenada en 2010.
En 2008, comenzó a trabajar en teatro con La Cenicienta, un clásico que se estrenó en abril en el Teatro Astral de Buenos Aires denominado "Princesa Cenicienta", una obra musical, protagonizada junto a Rodrigo Guirao Díaz y con quien al año siguiente serían protagonistas en Atracción x4 en Dream Beach y junto con ellos Camila Bordonaba, Gabriel Goity y Carola Reyna.
En 2009 actuó en la película Papa por un día junto a Nicolás Cabré y Gimena Accardi.
En noviembre de 2010 se estrenó Alguien que me quiera por El Trece donde tuvo un papel juvenil protagónico, pero la misma no tuvo el éxito esperado y fue cancelada al poco tiempo. Luisana se trasladó a Los Ángeles para rodar el piloto para la serie Río y en Argentina participó en el unitario Maltratadas.

### 2012-2022: Nuevos Reconocimientos y película en Netflix

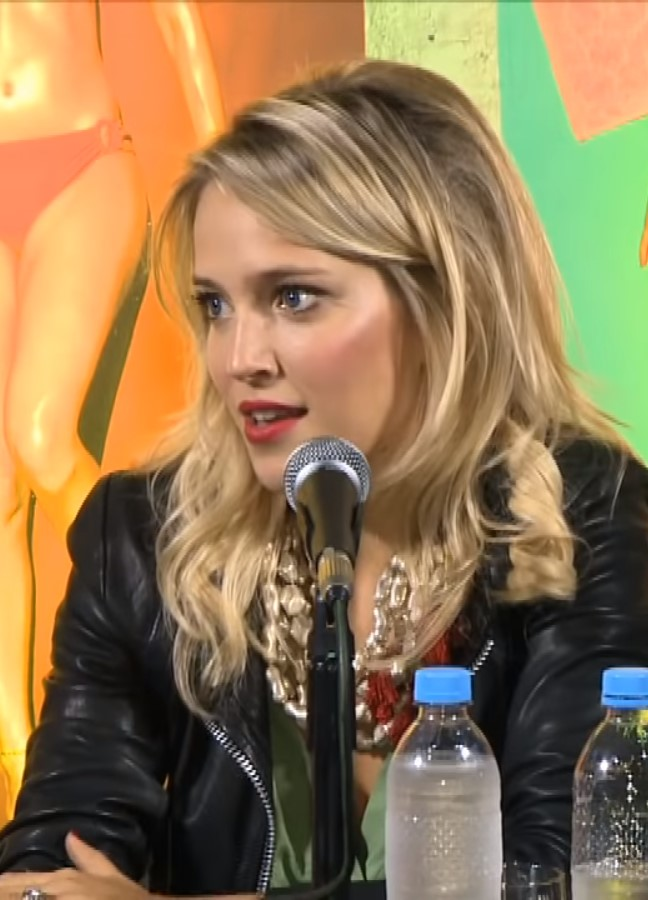
Luisana Lopilato promocionando la película Las insoladas durante una rueda de prensa en 2014

Formó parte del elenco de Lobo, ficción de El Trece, donde interpretó a una villana por primera vez en su carrera; fue contrafigura del personaje de Vanesa González.
En 2013 interpretó a una joven víctima de un cáncer en la segunda temporada de la serie En Terapia, protagonizada por Diego Peretti y transmitida por la TV Pública. Por su labor fue nominada a los Premios Tato y Martín Fierro como Actriz de reparto en drama.
En 2014 interpretó a Silvia, uno de los papeles principales, en la miniserie italiana Una buona stagione transmitida por la RAI. La serie fue grabada durante 2012. En cine protagoniza Las insoladas junto a Carla Peterson, Violeta Urtizberea, Marina Bellati, Elisa Carricajo y Maricel Álvarez. Por su actuación obtiene su primera nominación al Cóndor de Plata, como actriz revelación y  recibió elogios por su papel, ya que logró encajar con naturalidad en la historia coral. Su actuación fue fresca y divertida, demostrando su capacidad para la comedia y la química con el resto del elenco.
En 2015 regresó a la televisión argentina, participando de la miniserie Variaciones Walsh, por la televisión pública. Además debutó en Hollywood, como protagonista del filme Fair Market Value junto a Tina Benko y Wendy Makkena, siendo este su primer papel en inglés. Ese mismo año fue la jurado invitada del programa Tu cara me suena.
En 2016, tuvo una participación especial en la apertura del nuevo ciclo de Showmatch. Además, es una de las protagonistas de Nafta Súper, la serie de la señal Space derivada de la película Kryptonita.

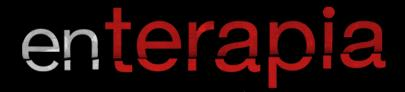
Logo de En Terapia.

En 2017 protagonizó la película Los que aman, odian junto a Guillermo Francella, adaptación de la novela homónima escrita por Adolfo Bioy Casares y Silvina Ocampo publicada en 1946. 
En 2018 interpretó a la oficial de policía Manuela "Pipa" Pelari en la película de suspenso policial Perdida, adaptación de la novela Cornelia de la escritora Florencia Etcheves. En 2020 repitió su papel para la precuela, La corazonada, estrenada exclusivamente en la plataforma de video demanda Netflix, que se basó en la novela La virgen en tus ojos de Florencia Etcheves. En 2022 interpretó nuevamente el papel en la tercera película de la saga, secuela de la primera, Pipa, también estrenada por Netflix.
En 2022 protagonizó junto a Juan Minujín la película Matrimillas, una comedia romántica argentina de 2022 producida por Netflix, dirigida por Sebastián De Caro. La película alcanzó el puesto número 1 en el Top 10 de Netflix en Argentina poco después de su estreno en diciembre de 2022, así como también en varios países de habla hispana.

### 2023-presente: Próximos proyectos
En 2023, Luisana participó en varios proyectos cinematográficos destacados. Uno de ellos es "Mensaje en una botella", una comedia romántica dirigida por Gabriel Nesci, donde comparte protagonismo con Benjamín Vicuña. La película se filmó entre Mendoza y Buenos Aires y se espera su estreno en Amazon Prime Video.

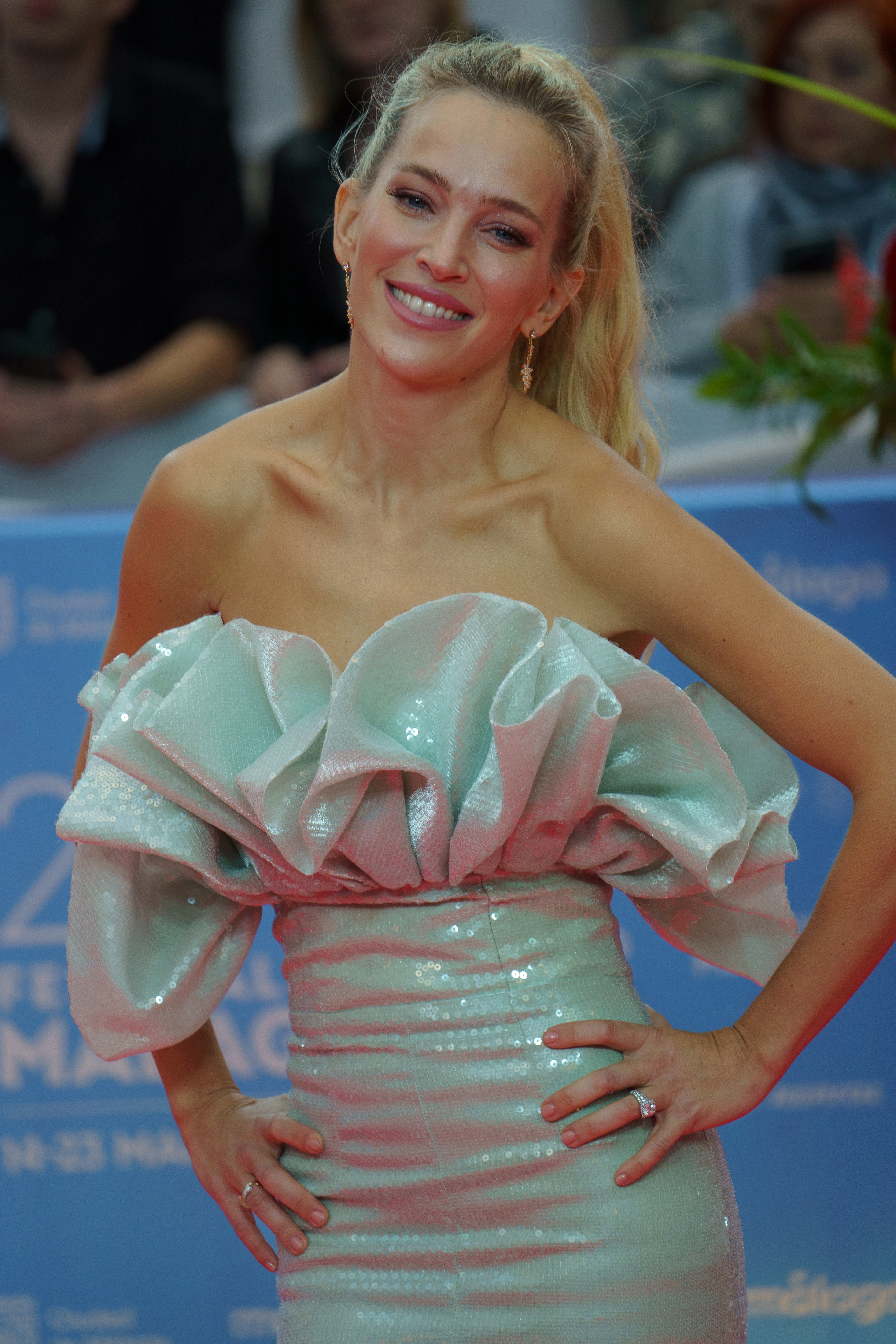
Lopilato en el Festival de Málaga

Además, Lopilato anunció su participación en "La Pistolera (la leyenda de Pepita)", una película dirigida por Lucía Puenzo, basada en la vida de Margarita Di Tullio, conocida como "Pepita la Pistolera", una de las criminales más famosas de Argentina. Este proyecto, en el que también debuta como productora ejecutiva, comenzó su rodaje a fines de 2024.
El 1 de octubre de 2023, fue invitada a desfilar en el París Fashion Week 2023 en representación de una marca de cosméticos de la que es embajadora de L'Oréal. Paris, celebrado bajo la famosa Torre Eiffel. Su presencia en el evento destacó su apoyo a las iniciativas de inclusión y su creciente influencia en la escena internacional de la moda. Estuvo acompañada de varias celebridades y modelos internacionales como Kendall Jenner, Camila Cabello y Elle Fanning. Este desfile reafirmó la posición de Lopilato como una figura destacada en el ámbito internacional, combinando su talento actoral con una presencia destacada en el mundo de la moda.
En 2025, asistió al Festival de Málaga para la presentación de la película Mensaje en una botella que se estrenó internacionalmente el 16 de marzo de 2025 en el festival número 28°.

## Otros trabajos

### Carrera como cantante
Luisana comenzó su carrera como cantante en la serie que la lanzó a la fama, Chiquititas.
Después de Chiquititas, la productora Cris Morena volvió a contratar a Luisana para la nueva ficción juvenil Rebelde Way. Junto a la novela, surge la banda musical Erreway, conformada por Lopilato, Benjamín Rojas, Camila Bordonaba y Felipe Colombo. El grupo editó tres trabajos discográficos; Señales (2002), Tiempo (2003) y Memoria (2004).
Tiempo después y ya con la banda disuelta, la serie se vendió a otros países. Debido al éxito cosechado por su música lanzaron una gira por España (pero sin Luisana Lopilato) y salieron a la luz un cuarto y quinto disco, unos recopilatorios titulados El disco de Rebelde Way (2006) y Erreway en concierto (2006, CD y DVD), de un show realizado en 2004 en Israel. Al año siguiente, salió a la venta la edición Box Set Collection. Todos exclusivos de España.
También en 2009 de la mano de la novela Atracción x4 en Dream Beach, lanzarían un CD más DVD con las canciones que interpretaban en la novela.

### Carrera como modelo
Luisana ha sido la imagen de una publicidad de dulces y de la prestigiosa firma de indumentaria para adolescentes, 47 Street. También ha realizado numerosos anuncios en su país, Argentina, Israel e incluso llegó a tener propuestas en España para realizar varias campañas publicitarias.
Fue la cara de la marca de ropa interior argentina Marcela Koury e inglesa Último, de la firma de jeans Ona Saez, de la marca de zapatos Nazaria y de los productos de L'Oreal Elvive.
En 2012, lanzó su propia marca de ropa junto a la marca Marcela Koury con el nombre de Luisana Lopilato.
En 2023, participó del desfile de L'Oréal llevado a cabo en París.

## Vida personal
Nació el 18 de mayo de 1987 en la ciudad de Buenos Aires, Argentina. Es hija de Eduardo y Beatriz. Tiene dos hermanos mayores, Daniela y Darío, con quien comparte la profesión.
Está casada con el cantante canadiense Michael Bublé, con quien contrajo matrimonio el 31 de marzo de 2011 por civil en la ciudad de Buenos Aires, Argentina. El 2 de abril fue la boda religiosa y el 31 del mismo año, fue el segundo casamiento en Canadá.
El 27 de agosto de 2013, nació el primer hijo de la pareja, Noah, en Canadá. El 22 de enero de 2016 nació su segundo hijo, Elías. En noviembre de 2016, su hijo mayor Noah fue diagnosticado con cáncer de hígado. El 25 de julio de 2018, nació en Canadá la tercera hija de la pareja a la que llamaron Vida. El 21 de febrero de 2022 Luisana anunció que estaban esperando su cuarto hijo. El 19 de agosto de 2022 nació su cuarta hija, Cielo.

## Filantropía
En 2012, Lopilato se unió junto a otros famosos a la campaña de Cartoon Network para detener el acoso escolar o bullying, llamada "Basta de bullying, no te quedes callado", en la cual se invita a padres y alumnos a firmar un compromiso para reaccionar cuando ven situaciones de bullying.
En 2013, junto a UNICEF, Luisana presentó “El diario de Mini Bublé”, una aplicación en línea con información y consejos para llevar adelante un embarazo saludable. A través de esta plataforma, Luisana compartió con la comunidad en línea su propia experiencia a las mujeres de todo el mundo a cuidar su embarazo mediante los controles prenatales, una alimentación sana y el cumplimiento del calendario de vacunación, entre otras recomendaciones. El objetivo del “El Diario de Mini-Bublé” fue generar conciencia sobre la importancia que tienen las conductas saludables durante la gestación de un bebé. La alimentación, el ejercicio físico, los controles médicos y la prevención de enfermedades antes, durante y después del embarazo son fundamentales para la mamá y el recién nacido.

## Trabajos

### Cine
| Año  | Título                     | Personaje             | Notas                                    |
| ---- | -------------------------- | --------------------- | ---------------------------------------- |
| 2001 | Un amor en Moisés Ville    | Hanna (Niña)          |                                          |
| 2001 | Chiquititas, rincón de luz | Luisana Mazza         | Adaptación de la telenovela              |
| 2004 | Erreway: 4 caminos         | Mía Colucci           | Adaptación de la telenovela              |
| 2009 | Papá por un día            | Julieta               |                                          |
| 2010 | Plumíferos                 | Feifi                 | Papel de voz, película animada           |
| 2014 | Las insoladas              | Lala                  |                                          |
| 2017 | Los que aman, odian        | Mary Fraga            |                                          |
| 2018 | Perdida                    | Manuela "Pipa" Pelari |                                          |
| 2020 | La corazonada              | Manuela "Pipa" Pelari |                                          |
| 2020 | Fair Market Value          | Kendall Soto          | Película estadounidense, filmada en 2015 |
| 2022 | Pipa                       | Manuela "Pipa" Pelari |                                          |
| 2022 | Matrimillas                | Belén                 |                                          |
| 2023 | Il cacio con le pere       | Gabriella             | Película italiana                        |
| 2025 | Mensaje en una botella     | Denise Conti          |                                          |

### Televisión
| Año       | Título                  | Personaje                                                      |
| --------- | ----------------------- | -------------------------------------------------------------- |
| 1997      | Chiquititas             | Chica (pase de televisión)                                     |
| 1998      | Mi familia es un dibujo | Lorena                                                         |
| 1999-2001 | Chiquititas             | Luisana Mazza                                                  |
| 2002-2003 | Rebelde Way             | Mia Colucci                                                    |
| 2003      | Rincón de luz           | Luisana de Erreway                                             |
| 2004      | Los pensionados         | Kathy                                                          |
| 2004-2005 | Los secretos de papá    | Camila Jilguero                                                |
| 2005      | Numeral 15              | Lola Gómez (Episodio: "Teléfono descompuesto")                 |
| 2005-2006 | Casados con hijos       | Paola Argento                                                  |
| 2006      | Alma pirata             | Allegra Riganti                                                |
| 2007      | El capo                 | Ornella Mastrogiuseppe                                         |
| 2008-2009 | Atracción x4            | Nina Lacalle                                                   |
| 2010      | Alguien que me quiera   | Bianca Rivera                                                  |
| 2011      | Maltratadas             | Susi (Episodio: "El ídolo de barro")                           |
| 2012      | Lobo                    | Victoria "Vicky" Robledo                                       |
| 2013      | En terapia              | Valentina Guevara Rubio                                        |
| 2014      | Una buena temporada     | Silvia Ferrari                                                 |
| 2015      | Variaciones Walsh       | Alicia Reynal (Episodio: "En defensa propia")                  |
| 2016      | Nafta Súper             | Dra. Reyes/Harley Quinn                                        |
| 2022      | Deepa y Anoop           | Miranda (Episodio: "Entre las llamas / La sorprendente Deepa") |

### Teatro
| Año         | Obra                               | Personaje     | Dirección           |
| ----------- | ---------------------------------- | ------------- | ------------------- |
| 1999 - 2001 | Chiquititas                        | Luisana Mazza | Cris Morena         |
| 2002        | Rebelde Way                        | Mía Colucci   | Cris Morena         |
| 2003 - 2004 | Erreway                            | Ella misma    | Cris Morena         |
| 2007        | Arlequín, servidor de dos patrones | Clarisa       | Alicia Zanca        |
| 2008        | Princesa Cenicienta, el musical    | La Cenicienta | Alicia Zanca        |
| 2020        | Hermanos                           | Lisa          | Matías del Federico |
| 2023        | Casados con hijos                  | Paola Argento | Guillermo Francella |

## Discografía
| Año  | Intérprete                            | Título                  | Discográfica       |
| ---- | ------------------------------------- | ----------------------- | ------------------ |
| 1999 | Elenco de Chiquititas                 | Chiquititas Vol 5       | Sony Music         |
| 2000 | Elenco de Chiquititas                 | Chiquititas Vol 6       | Sony Music         |
| 2001 | Elenco de Chiquititas                 | Chiquititas Vol 7       | Sony Music         |
| 2002 | Erreway                               | Señales                 | Sony Music         |
| 2003 | Erreway                               | Tiempo                  | Sony Music         |
| 2004 | Erreway                               | Memoria                 | Sony Music         |
| 2006 | Erreway                               | El disco de Rebelde Way | Warner Music Group |
| 2006 | Erreway                               | Erreway en Concierto    | Warner Music Group |
| 2007 | Erreway                               | Erreway Box Set         | Warner Music Group |
| 2009 | Elenco de Atracción x4 en Dream Beach | Atracción x4            | EMI                |

## Publicidades
- "Prosegur" (1994)
- "Pent Ten" (1992)
- "Sugus Combinados" (1997)
- "Motor Oil Underwear for Juniors" (1996)
- "Ripley" (2002)
- "John Foos" (2002-2004)
- "47 Street" (2002-2007)
- "Kukuloco" (2003) (Israel)
- "Rebelde Way Underwear" (2003)
- "Bubbaloo" (2003-2004)
- "Gottex" (2004) (Israel)
- "McDonald's" (2004) (Israel)
- "Keff" (2003-2004, 2006-2007) (Israel)
- "Axe" (2004) (Israel)
- "Coca Cola" (2005, 2006, 2009)
- "Gillette" (2007)
- "Axe" (2007)
- "Promesse" (2007-2010)
- "BlackBerry" (2010)
- "Swatch"
- "Despegar" (2011)
- "Marcela Koury" (2011-2013)
- "Último" (2012-2013) (Inglaterra)
- "Ona Saez Jeans" (2012-2013)
- "Nazaria Zapatos" (2012-2013)
- "L'Oréal Elvive" (2012-2018)
- "Vitamina" (2017-2018)
- "Alberto VO5" (2024)

## Premios y nominaciones
| Año  | Premio                       | Rubro                              | Trabajo nominado                   | Resultado |
| ---- | ---------------------------- | ---------------------------------- | ---------------------------------- | --------- |
| 2006 | Premios Martín Fierro        | Mejor actriz de reparto en comedia | Casados con hijos                  | Nominada  |
| 2007 | Premio ACE                   | Mejor actriz de reparto            | Arlequín, servidor de dos patrones | Nominada  |
| 2009 | Premios Cilsa                | Protección de animales             | Ella misma                         | Ganadora  |
| 2011 | Kids Choice Awards Argentina | Celebridad en Twitter              | Ella misma                         | Nominada  |
| 2011 | E! awards                    | Celebridad del año                 | Ella misma                         | Nominada  |
| 2013 | Premios Tato                 | Mejor actriz protagónica en drama  | En terapia                         | Nominada  |
| 2014 | Nuevas miradas en la TV      | Mejor actriz                       | En terapia                         | Nominada  |
| 2014 | Premios Martín Fierro        | Mejor actriz de reparto            | En terapia                         | Nominada  |
| 2014 | MTV Millennial Awards        | Francotuiteador argentino del año  | Ella misma                         | Nominada  |
| 2015 | Premios Cóndor de Plata      | Mejor actriz revelación            | Las insoladas                      | Nominada  |